# Клопотув (Лодзинське воєводство)
Клопотув (пол. Kłopotów) — село в Польщі, у гміні Парадиж Опочинського повіту Лодзинського воєводства.
У 1975-1998 роках село належало до Пйотрковського воєводства.